# Grande Prêmio de Detroit de 1984
Resultados do Grande Prêmio de Detroit de Fórmula 1 realizado em Detroit em 24 de junho de 1984. Oitava etapa da temporada, foi vencido pelo brasileiro Nelson Piquet, da Brabham-BMW, com Elio de Angelis em segundo pela Lotus-Renault e Teo Fabi em terceiro pela Brabham-BMW.

## Resumo
Atual campeão do mundo, o brasileiro Nelson Piquet escapou ileso de um acidente na primeira volta (o que obrigou o reinício da prova) e conquistou sua segunda vitória consecutiva na temporada, algo inédito desde as provas que antecederam sua conquista na África do Sul ano passado. Largando na pole, Nelson Piquet venceu a corrida de ponta a ponta suportando, inclusive, as investidas do inglês Martin Brundle em um competitivo modelo Tyrrell com motor aspirado. Mesmo sob pressão, o piloto da Brabham soube levar seu bólido à vitória, mesmo que por uma estreita margem em relação ao inglês da Tyrrell.
Como convém a um circuito de rua, a maior preocupação dos pilotos durante os treinos oficiais era evitar o muro que circunda a pista, meta cumprida pela maioria dos corredores, inclusive pelo francês Patrick Tambay, de volta às pistas após o acidente sofrido em Mônaco. Desse modo o americano Mario Andretti não chegou a assumir o volante da Renault em lugar do francês, como chegaram a especular. O campeão de 1978 pôde acompanhar o desempenho dos filhos nas corridas de apoio e dedicar-se à disputa do título da Fórmula Indy de 1984.
Inicialmente Nigel Mansell estabeleceu o melhor tempo do fim de semana (1:42.172), mas logo Nelson Piquet o superou com uma marca ainda mais robusto (1:40.980) e quase sete décimos acima de Alain Prost, com quem dividiria a fila principal. Em sétimo sairia o brasileiro Ayrton Senna que colocou sua Toleman à frente da Alfa Romeo do experiente Eddie Cheever.
Na noite de sábado uma chuva limpou toda a pista, mas no momento da prova o tempo estava quente e ensolarado. Sob luz verde, porém, sobreveio o caos: Mansell inseriu-se entre Piquet e Prost e colidiu com a traseira da McLaren lançando-se em direção a Piquet que achegou-se involuntariamente à Ferrari de Alboreto sendo que a roda direita traseira da Brabham desprendeu-se e quebrou a suspensão de Ayrton Senna enquanto a Arrows de Marc Surer também foi atingido. Aos organizadores restou cancelar a largada e determinar o reinício da prova. Dentre os alvejados pela balbúrdia da primeira largada apenas Surer não relargou por não contar com um carro reserva.
Sob nova largada Piquet superou Prost e Mansell que traziam atrás de si Alboreto, Cheever (que subiu três posições), Derek Warwick, Elio de Angelis, Lauda, Tambay e Senna. O “aperto” de Prost sobre o líder durou até que seus pneus traseiros perderam aderência e permitiram o ataque de Mansell na décima volta quando o inglês posicionou-se cinco segundos atrás de Piquet e lutava para diminuir a diferença, contudo o aprumo da Brabham impedia o ataque derradeiro. Na volta 17 a Lotus perdeu a segunda marcha e deu um “refresco” ao líder. Quando dos pit stops, enquanto Renault e McLaren trocavam os pneus de seus bólidos, a superfície abrasiva de Detroit afetava em menor grau a condução de Piquet. Na volta 22 Senna colidiu com uma barreira de pneus ao tentar fugir do assédio de Keke Rosberg enquanto Cheever e Mansell sucumbiam aos problemas mecânicos. Após duas horas de prova Nelson Piquet venceu seguido de Martin Brundle e Elio de Angelis no pódio, com Teo Fabi, Alain Prost e Jacques Laffite vindo a seguir. Com a posterior desclassificação de Brundle os pilotos que pontuaram subiram uma posição, mas o sexto lugar não foi preenchido.
O bom resultado da Tyrrell antes da “passagem da lâmina” em seus resultados deveu-se ao desempenho de seu motor aspirado em um circuito “apertado” onde seu menor peso, potência e consumo fizeram sombra aos poderosos motores turbo, além de um menor desgaste dos pneus Goodyear, mesmo tendo usado compostos macios. Assim Brundle foi o segundo após aproveitar uma falha na embreagem de Elio de Angelis enquanto Bellof atingiu o muro e saiu da prova. Após a cerimônia do pódio fiscais da FISA encontraram impurezas no sistema de injeção de água na Tyrrell de Brundle e um lastro ilegal no reservatório d’água. Após uma análise constatar as irregularidades descritas, Ken Tyrrell foi chamado para uma reunião do Comitê do Executivo da FISA em 18 de julho e, dentre outras medidas, a equipe foi banida do restante do campeonato e perdeu os 13 pontos já conquistados.

## Classificação

### Treinos oficiais
| Pos.    | N.º | Piloto             | Construtor          | Q1       | Q2       | Grid    |
| ------- | --- | ------------------ | ------------------- | -------- | -------- | ------- |
| 1       | 1   | Nelson Piquet      | Brabham-BMW         | 1:45.407 | 1:40.980 | —       |
| 2       | 7   | Alain Prost        | McLaren-TAG/Porsche | 1:45.717 | 1:41.640 | + 0.660 |
| 3       | 12  | Nigel Mansell      | Lotus-Renault       | 1:45.130 | 1:42.172 | + 1.192 |
| 4       | 27  | Michele Alboreto   | Ferrari             | 1:47.719 | 1:42.246 | + 1.266 |
| 5       | 11  | Elio de Angelis    | Lotus-Renault       | 1:47.316 | 1:42.434 | + 1.454 |
| 6       | 16  | Derek Warwick      | Renault             | 1:47.341 | 1:42.637 | + 1.657 |
| 7       | 19  | Ayrton Senna       | Toleman-Hart        | 1:47.188 | 1:42.651 | + 1.671 |
| 8       | 23  | Eddie Cheever      | Alfa Romeo          | 1:47.347 | 1:43.065 | + 2.085 |
| 9       | 15  | Patrick Tambay     | Renault             | 1:46.426 | 1:43.289 | + 2.309 |
| 10      | 8   | Niki Lauda         | McLaren-TAG/Porsche | s/ tempo | 1:43.484 | + 2.480 |
| 11      | 3   | Martin Brundle     | Tyrrell-Ford        | 1:48.966 | 1:43.754 | + 2.774 |
| 12      | 26  | Andrea de Cesaris  | Ligier-Renault      | 1:46.834 | 1:43.998 | + 3.018 |
| 13      | 18  | Thierry Boutsen    | Arrows-BMW          | 1:47.866 | 1:44.063 | + 3.083 |
| 14      | 14  | Manfred Winkelhock | ATS-BMW             | 1:47.303 | 1:44.228 | + 3.248 |
| 15      | 28  | René Arnoux        | Ferrari             | 1:46.805 | 1:44.748 | + 3.768 |
| 16      | 4   | Stefan Bellof      | Tyrrell-Ford        | 1:48.177 | 1:44.940 | + 3.960 |
| 17      | 20  | Johnny Cecotto     | Toleman-Hart        | 1:49.644 | 1:45.231 | + 4.251 |
| 18      | 25  | François Hesnault  | Ligier-Renault      | 1:49.597 | 1:45.419 | + 4.439 |
| 19      | 5   | Jacques Laffite    | Williams-Honda      | 1:47.610 | 1:46.225 | + 5.245 |
| 20      | 9   | Philippe Alliot    | RAM-Hart            | 1:51.031 | 1:46.333 | + 5.353 |
| 21      | 6   | Keke Rosberg       | Williams-Honda      | 1:47.919 | 1:46.495 | + 5.515 |
| 22      | 17  | Marc Surer         | Arrows-Ford         | 6:22.502 | 1:46.626 | + 5.646 |
| 23      | 2   | Teo Fabi           | Brabham-BMW         | 1:51.165 | 1:47.335 | + 6.355 |
| 24      | 10  | Jonathan Palmer    | RAM-Hart            | 1:51.493 | 1:47.743 | + 6.673 |
| 25      | 22  | Riccardo Patrese   | Alfa Romeo          | 1:47.974 | 1:48.230 | + 6.994 |
| 26      | 24  | Piercarlo Ghinzani | Osella-Alfa Romeo   | 1:49.141 | 1:48.865 | + 7.885 |
| DNQ     | 21  | Huub Rothengatter  | Spirit-Ford         | 1:53.625 | 1:49.995 | + 8.975 |
| Fontes: |     |                    |                     |          |          |         |

### Corrida
| Pos     | Nº | Piloto             | Construtor          | Voltas | Tempo/Dif.           | Grid | Pontos           |
| ------- | -- | ------------------ | ------------------- | ------ | -------------------- | ---- | ---------------- |
| 1       | 1  | Nelson Piquet      | Brabham-BMW         | 63     | 1:55:41.842          | 1    | 9                |
| DSQ     | 3  | Martin Brundle     | Tyrrell-Ford        | 63     | Carro abaixo do peso | 11   | [ 5 ] [ nota 1 ] |
| 2       | 11 | Elio de Angelis    | Lotus-Renault       | 63     | + 32.638             | 5    | 6                |
| 3       | 2  | Teo Fabi           | Brabham-BMW         | 63     | + 1:26.528           | 23   | 4                |
| 4       | 7  | Alain Prost        | McLaren-TAG/Porsche | 63     | + 1:55.258           | 2    | 3                |
| 5       | 5  | Jacques Laffite    | Williams-Honda      | 62     | + 1 volta            | 19   | 2                |
| Ret     | 27 | Michele Alboreto   | Ferrari             | 49     | Motor                | 4    |                  |
| Ret     | 6  | Keke Rosberg       | Williams-Honda      | 47     | Turbo                | 21   |                  |
| Ret     | 16 | Derek Warwick      | Renault             | 40     | Câmbio               | 6    |                  |
| DSQ     | 4  | Stefan Bellof      | Tyrrell-Ford        | 33     | Acidente             | 16   | [ 5 ] [ nota 1 ] |
| Ret     | 15 | Patrick Tambay     | Renault             | 33     | Transmissão          | 9    |                  |
| Ret     | 9  | Philippe Alliot    | RAM-Hart            | 33     | Freios               | 20   |                  |
| Ret     | 8  | Niki Lauda         | McLaren-TAG/Porsche | 33     | Pane elétrica        | 10   |                  |
| Ret     | 12 | Nigel Mansell      | Lotus-Renault       | 27     | Câmbio               | 3    |                  |
| Ret     | 18 | Thierry Boutsen    | Arrows-BMW          | 27     | Motor                | 13   |                  |
| Ret     | 26 | Andrea de Cesaris  | Ligier-Renault      | 24     | Aquecimento          | 12   |                  |
| Ret     | 20 | Johnny Cecotto     | Toleman-Hart        | 23     | Embreagem            | 17   |                  |
| Ret     | 23 | Eddie Cheever      | Alfa Romeo          | 21     | Motor                | 8    |                  |
| Ret     | 19 | Ayrton Senna       | Toleman-Hart        | 21     | Acidente             | 7    |                  |
| Ret     | 22 | Riccardo Patrese   | Alfa Romeo          | 20     | Rodou                | 25   |                  |
| Ret     | 25 | François Hesnault  | Ligier-Renault      | 3      | Acidente             | 18   |                  |
| Ret     | 24 | Piercarlo Ghinzani | Osella-Alfa Romeo   | 3      | Acidente             | 26   |                  |
| Ret     | 28 | René Arnoux        | Ferrari             | 2      | Acidente             | 15   |                  |
| Ret     | 10 | Jonathan Palmer    | RAM-Hart            | 2      | Pneus                | 24   |                  |
| Ret     | 14 | Manfred Winkelhock | ATS-BMW             | 0      | Motor                | 14   |                  |
| Ret     | 17 | Marc Surer         | Arrows-Ford         | 0      | Acidente             | 22   |                  |
| DNQ     | 21 | Huub Rothengatter  | Spirit-Ford         |        |                      |      |                  |
| Fontes: |    |                    |                     |        |                      |      |                  |

## Tabela do campeonato após a corrida
| Pos     | Piloto          | Pontos |
| ------- | --------------- | ------ |
| 1       | Alain Prost     | 35,5   |
| 2       | Niki Lauda      | 24     |
| 3       | Elio de Angelis | 19,5   |
| 4       | Nelson Piquet   | 18     |
| 5       | René Arnoux     | 16,5   |
| Fontes: |                 |        |

| Pos     | Construtor          | Pontos |
| ------- | ------------------- | ------ |
| 1       | McLaren-TAG/Porsche | 58,5   |
| 2       | Ferrari             | 25,5   |
| 2       | Lotus-Renault       | 24,5   |
| 4       | Brabham-BMW         | 21     |
| 3       | Renault             | 20     |
| Fontes: |                     |        |

- Nota: Somente as primeiras cinco posições estão listadas. Entre 1981 e 1990 cada piloto podia computar onze resultados válidos por temporada não havendo descartes no mundial de construtores.

## Leia também
- Innes Ireland (October, 1984). "3rd Detroit Grand Prix: Look Out, Alain!". Road & Track, 150-154.
- Mike S. Lang (1992). Grand Prix!: Race-by-race account of Formula 1 World Championship motor racing. Volume 4: 1981 to 1984. Haynes Publishing Group. ISBN 0-85429-733-2